# Fouquieria
Genre
Classification phylogénétique
Fouquieria est un genre de plantes à fleurs dicotylédones de la famille des Fouquieriaceae. Maintenant, elle comprend 11 espèces, en incorporant les genres Idria et Bronnia.
Ce sont des petits arbres ou des arbustes, plus ou moins cactoïdes, épineux, succulents, des zones arides, des régions subtropicales d'Amérique du Nord et d'Amérique centrale.
Le genre Fouquieria tire son nom de Pierre Fouquier.

## Liens externes

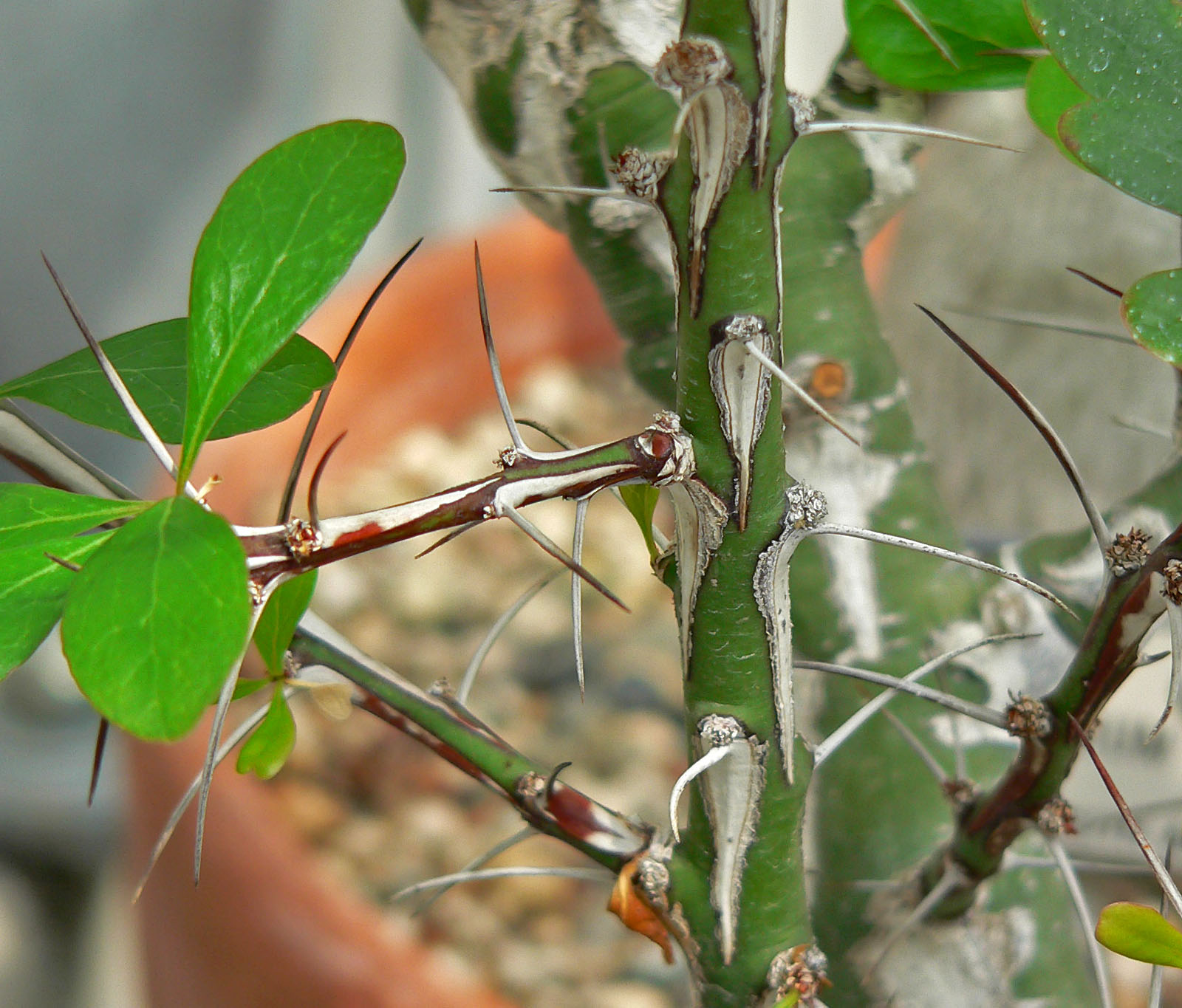